# بوکریرائو دو لئو
بوکریرائو دو لئو (به پرتغالی: Boqueirão do Leão) یک منطقهٔ مسکونی در برزیل است که در ریو گرانده جنوبی واقع شده‌است. بوکریرائو دو لئو ۷٬۷۰۲ نفر جمعیت دارد.